# محمود محمد
محمود محمد (بالإنجليزية: Mahmud Mohammed)‏ هو قاضي نيجيري، ولد في 10 نوفمبر 1946 في Jalingo ‏ في نيجيريا.